# Ptychosperma nicolai
Ptychosperma nicolai là loài thực vật có hoa thuộc họ Arecaceae. Loài này được (Sander ex André) Burret miêu tả khoa học đầu tiên năm 1928.